# Maxomys pagensis
Maxomys pagensis is een knaagdier uit het geslacht Maxomys dat voorkomt op de eilanden Zuid-Pagai, Noord-Pagai, Sipora en Siberut, ten westen van Sumatra. Deze soort is lang als een ondersoort van M. surifer gezien, maar is groter en heeft een donkerdere en stekeligere vacht. De kop-romplengte bedraagt 170 tot 218 mm, de staartlengte 163 tot 204 mm, de achtervoetlengte 41 tot 45 mm en de oorlengte 22 tot 25 mm.